# 川崎市電
川崎市電（日语：／ Kawasaki shiden */?）是過去由川崎市交通局運行的有軌電車系統。川崎市電擁有一條路線，長6.7公里，軌距1,435毫米，全線位於現在川崎區內。川崎市電於1944年開始運行，在1969年被廢。